# Ramnogalakturonanska endolijaza
Ramnogalakturonanska endolijaza (EC 4.2.2.23, hamnogalakturonaza B, alfa-L-hamnopiranozil-(1->4)-alfa--galaktopiranoziluronid lijaza, Rgaza B, hamnogalakturonan alfa-L-hamnopiranozil-(1,4)-alfa--galaktopiranoziluronid lijaza, RG-lijaza, YesW, RGL4, Rgl11A, Rgl11Y, RhiE) je enzim sa sistematskim imenom alfa-L-ramnopiranozil-(1->4)-alfa--galaktopiranoziluronat endolijaza. Ovaj enzim katalizuje sledeću hemijsku reakciju
Endotipno eliminativno razlaganje L-alfa-ramnopiranozil-(1->4)-alfa--galaktopiranoziluronsko kiselinskih veza ramnogalakturonan I domena pektina, tako da L-ramnopiranoza ostaje na redukujućem kraju i 4-dezoksi-4,5-nezasićena D-galaktopiranoziluronska kiselina na neredukujućem kraju
Ovaj enzim je deo degradaionog sistema ramnogalakturonana I kod Bacillus subtilis vrste 168 i Aspergillus aculeatus.

## Literatura
- Nicholas C. Price; Lewis Stevens (1999). Fundamentals of Enzymology: The Cell and Molecular Biology of Catalytic Proteins (Third изд.). USA: Oxford University Press. ISBN 019850229X.
- Eric J. Toone (2006). Advances in Enzymology and Related Areas of Molecular Biology, Protein Evolution (Volume 75 изд.). Wiley-Interscience. ISBN 0471205036.
- Branden C; Tooze J. Introduction to Protein Structure. New York, NY: Garland Publishing. ISBN 0-8153-2305-0.
- Irwin H. Segel. Enzyme Kinetics: Behavior and Analysis of Rapid Equilibrium and Steady-State Enzyme Systems (Book 44 изд.). Wiley Classics Library. ISBN 0471303097.
- William P. Jencks (1987). Catalysis in Chemistry and Enzymology. Dover Publications. ISBN 0486654605.

## Spoljašnje veze
- Rhamnogalacturonan+endolyase на 